# Самохвалов, Юрий Анатольевич
Юрий Анатольевич Самохвалов (род. 1 ноября 1948, Новосибирск) — советский хоккеист, нападающий. Тренер.

## Биография
Учился в школе № 110 Новосибирска. Начинал заниматься футболом в команде НЗКХ при Доме культуры. В октябре 1960 года в 12 лет записался в открывшуюся хоккейную секцию (первый тренер — Владимир Васильевич Чернышов). Позже стал играть в «Сибири» в тройке с Алексеем Гутовым и Георгием Угловым. В сезоне 1965/66 году стал серебряным призёром молодёжного первенства СССР, дебютировал в Кубке СССР. Отыграл в «Сибири» шесть сезонов (1966/67 — 1971/72, 5 первых — в классе «А»). В 1972 год вместе с Гутовым перешёл в ташкентский «Бинокор», где провёл 10 сезонов (первый сезон с Гутовым не играл из-за дисквалификации, так как старший тренер «Сибири» Золотухин не дал «открепительную»).
Победитель первого международного турнира юниоров (1967). Серебряный призёр чемпионата Европы среди юниоров 1968 года.
Работал тренером в «Бинокоре» (1987/88), затем — в СДЮШОР «Сибирь». Имеет звание «заслуженный тренер России» за воспитанника Константина Горовикова.